# Đảo Phi Phi Don

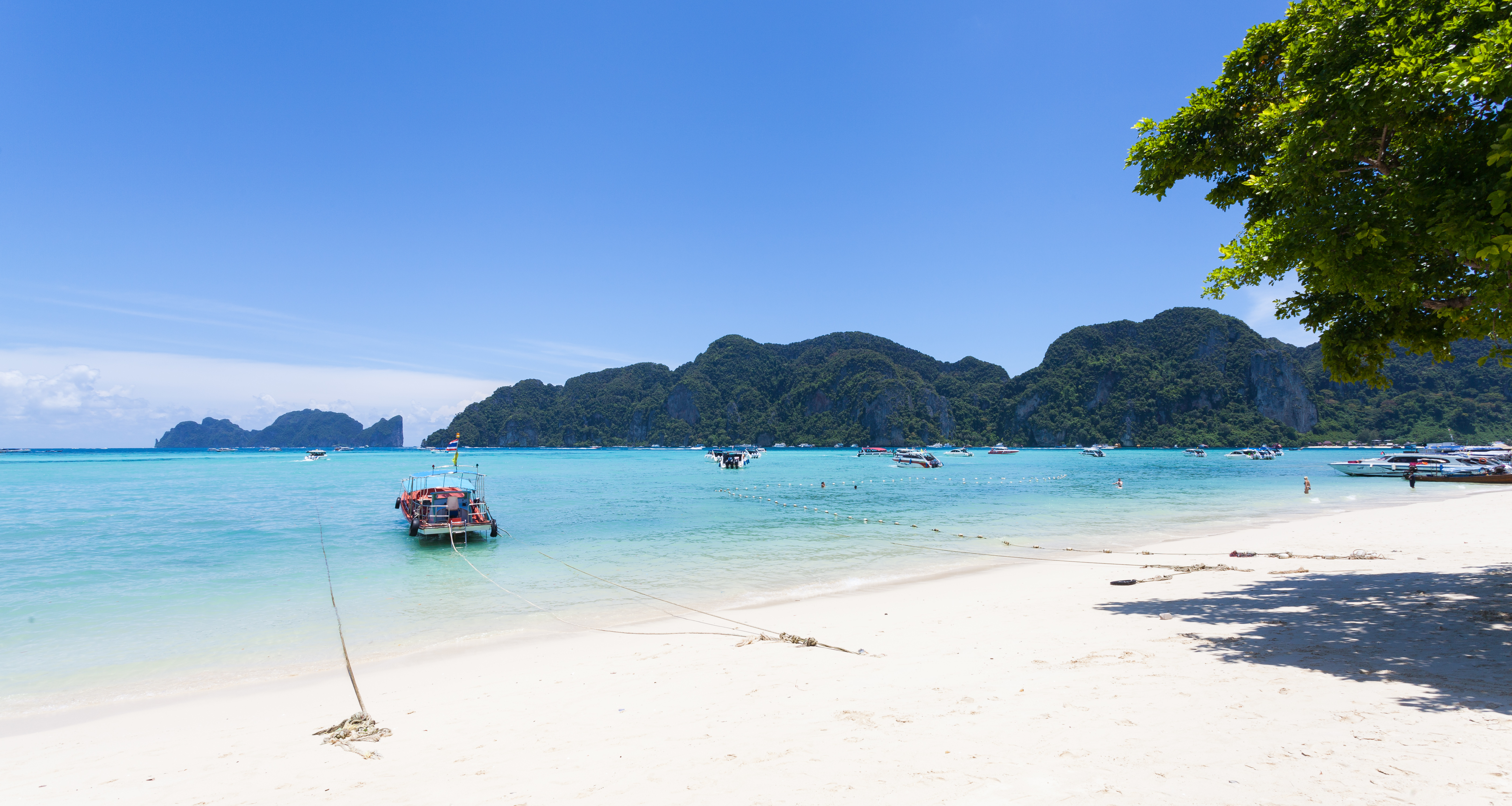
Bãi biển Phi Phi Don

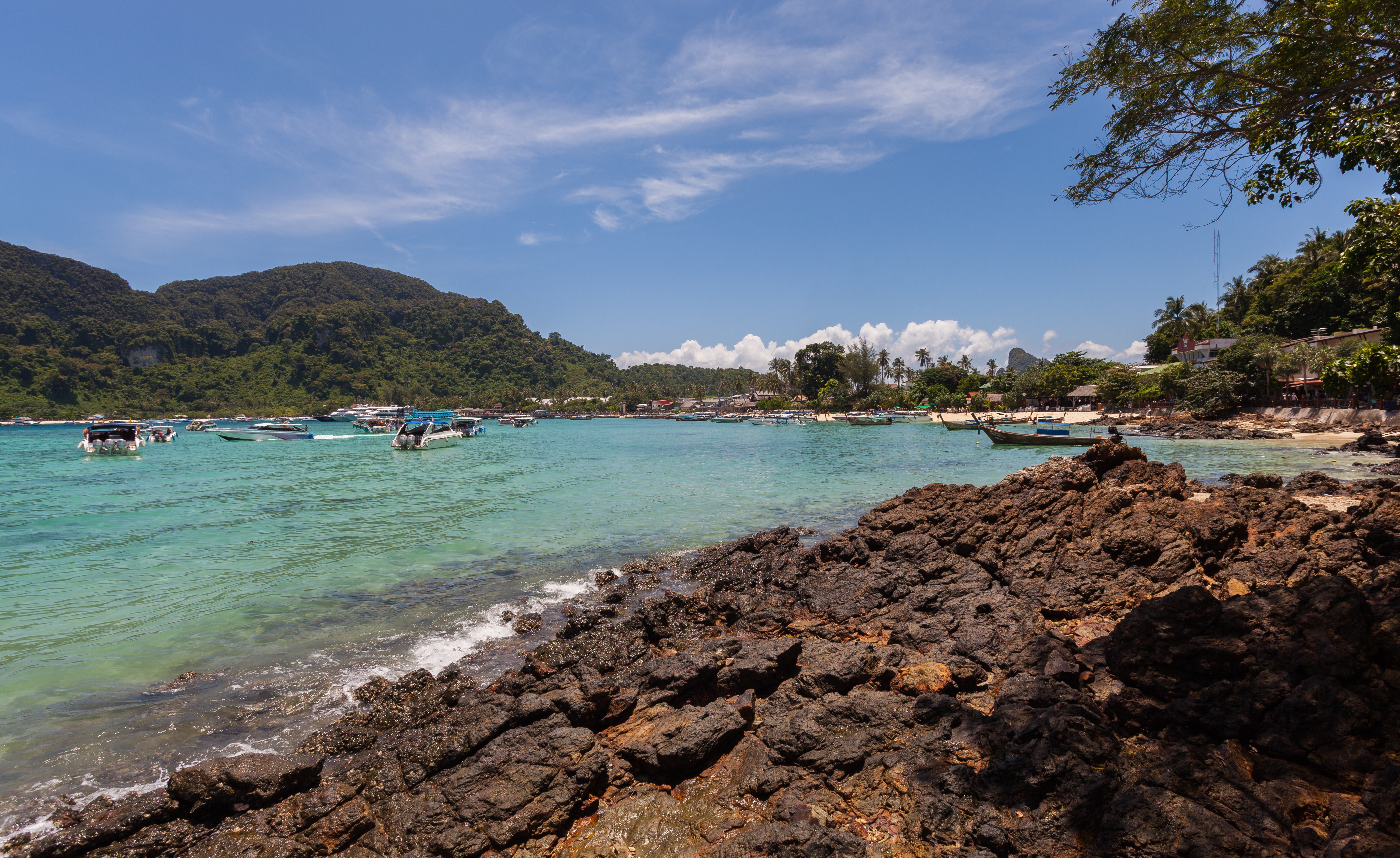
bờ của đảo

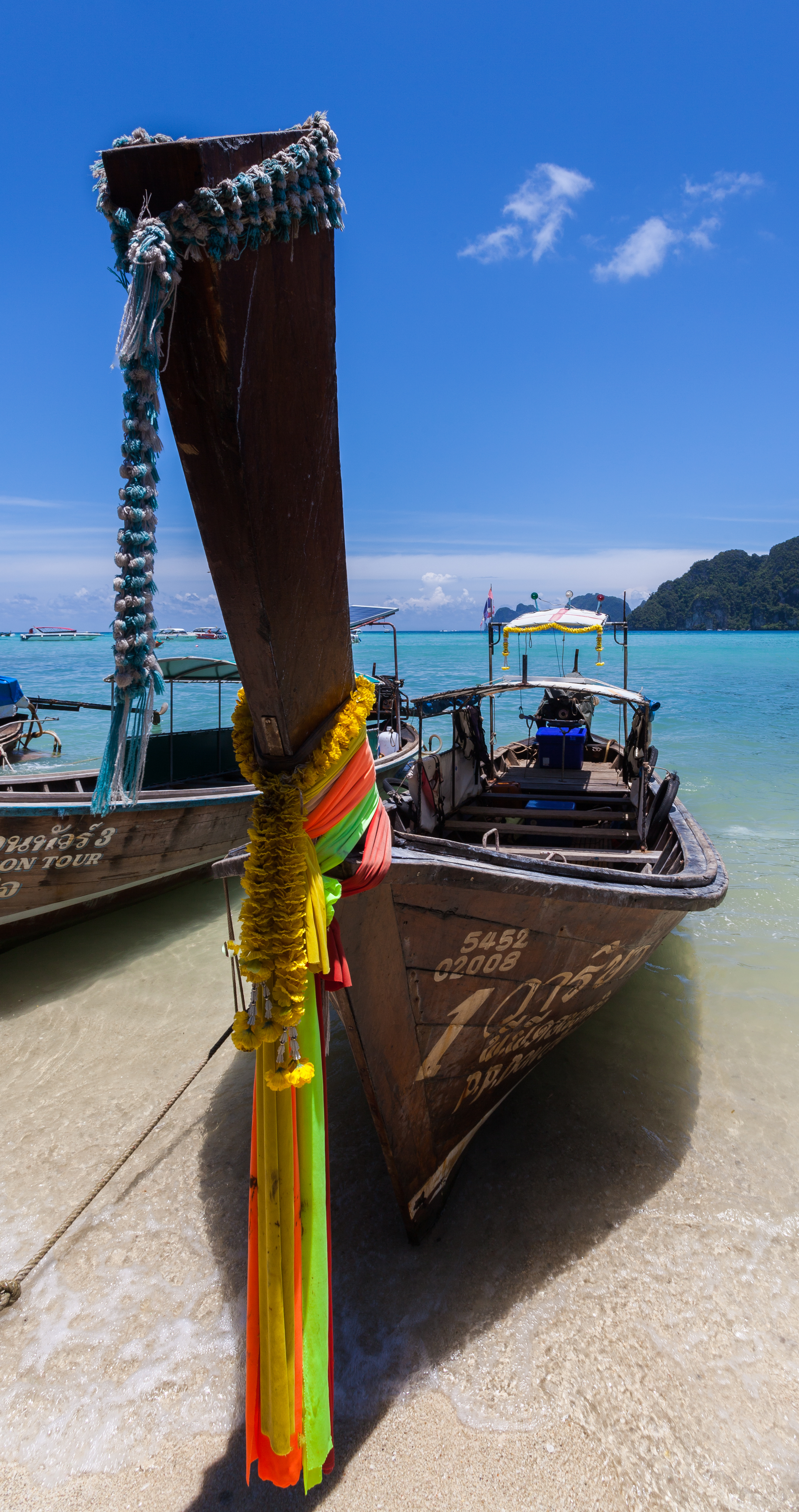
dài đuôi thuyền

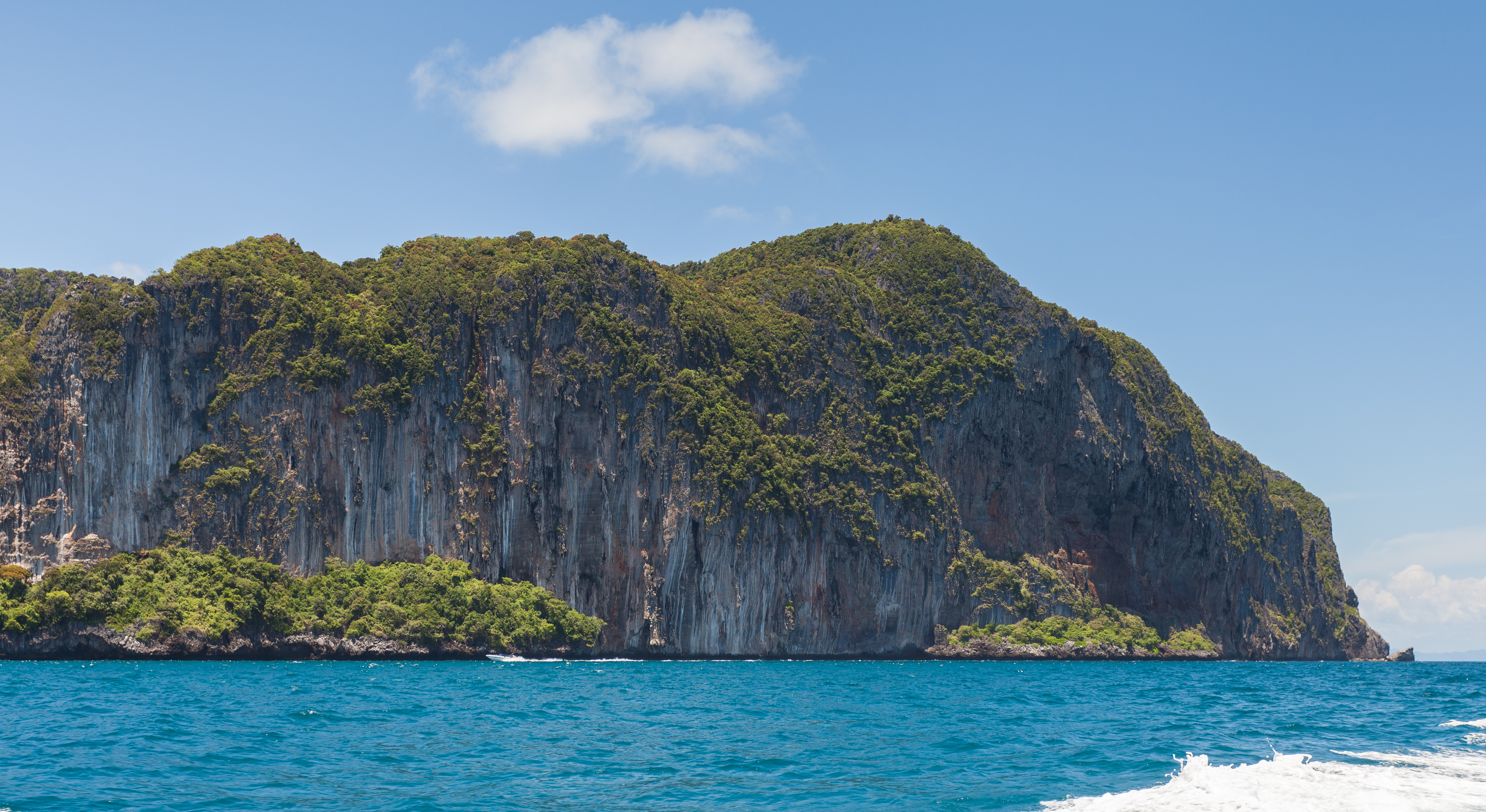
bờ biển của đảo

 Koh Phi Phi Don  - là một quần đảo lớn nằm ngoài khơi Phuket - nằm trong cụm quần Đảo Phi Phi, một đảo du lịch thuộc miền Nam Thái Lan. Đây được xem là một bãi biển khá nổi tiếng với các hoạt động du lịch và là bãi biển được mệnh danh là một trong những bãi biển sạch nhất thế giới. Đảo Phi Phi thật ra gồm 6 hòn đảo: đáng kể nhất và nổi tiếng là đảo Phi Phi Don, Phi Phi Leh, và vịnh Maya. Nằm cách đảo Phuket - Thái Lan 54 km về hướng Đông Nam. Từ trên không nhìn xuống theo hướng Nam thì hai hòn đảo Phi Phi Don và Phi Phi Leh giống như 2 chữ P nên người phương Tây gọi là PP và người địa phương đọc trại ra thành Phi Phi.

## Các đảo của Phi Phi Don
1. Loh Lana Bay
2. Nui Bay
3. Yong Kasem Bay
4. Loh Dalam Bay
5. Wang Long Bay
6. Ton Sai Bay
7. Long Bay
8. Laem Poh Bay
9. Loh Moo Dee Bay
10. Rantee Bay
11. Phak Nam Bay
12. Loh Ba Kao Bay
13. Laem Tong Bay

## Các bãi biển ở Phi Phi Don
1. Had Yao
2. Laem Poh
3. Sea Gypsp
4. Laem Hin
5. Lae Poh

## Lịch sử
Vào thế kỷ 16, khai thác thiếc là một nguồn thu nhập chính của Phiphi. Phần lớn các hoạt động kinh tế thời này do người Trung Hoa nắm giữ. Ngày nay ảnh hưởng của văn hóa và ẩm thực do người Hoa mang lại vẫn còn hiển hiện rõ ràng ở Phiphi. Do giá thiếc giảm nên ngày nay kinh tế của đảo này chủ yếu là trồng cây cao su, du lịch. Từ những năm 1980, Phiphi đã trở thành một trong những tuyến điểm du lịch chính hấp dẫn của Thái Lan. Năm 2004, tỉnh này bị thảm họa Sóng thần Ấn Độ Dương tàn phá, làm hư hỏng nhiều cơ sở du lịch nhưng đã được khôi phục.

## Mô tả
Phi Phi Don và Phi Phi Leh có hình dáng tương tự nhau nếu nhìn từ không không trung. Tuy nhiên, phía dưới chúng lại khác nhau rất nhiều. Mặc dù nhỏ nhưng 2 đảo lại đa dạng thắng cảnh với rất nhiều vịnh, bãi cát, bãi san hô, dãy đá ngầm, vách đá...
Trong khi cái eo tuyệt đẹp của Phi Phi Don được tạo nên bởi 2 dãy cát mịn thì cái eo của Phi Phi Leh lại hình thành từ vách đá và bờ vực. Cả hai hòn đảo đều quyến rũ du khách về vẻ đẹp đặc sắc của nó.

## San hô ngầm
Trong lúc những tảng đá ngầm của Phuket bị phá hủy do khai thác mỏ thiếc trước Đệ Nhất thế chiến, riêng những tảng đá ngầm vây quanh Ko Phi Phi Don vẫn còn nguyên vẹn. Các tay lặn bình thường hay lặn có trang bị bình hơi, ưa thích bơi lội từ bờ biển ra ngoài xa bằng thuyền rồi lặn xuống đáy biển. Đây được xem là hòn đảo ngắm san hô tuyệt đẹp.